# Тральщики типу «Гальсіон»
Тральщики типу «Гальсіон» (англ. Halcyon-class minesweeper) — клас військових кораблів з 21 тральщика, що випускалися британськими суднобудівельними компаніями з 1934 по 1939 роки. Тральщики цього типу входили до складу Королівського військово-морського флоту Великої Британії і взяли найактивнішу участь у морських боях і битвах Другої світової війни.

## Тральщики типу «Гальсіон»

### Тральщики 1-ї серії
з поршневими двигунами

#### Замовлення 1932 року
| № | Корабель   | Виготовлювач                    | Номер вимпелу | На честь         | Закладено       | Спущено        | У строю        | Статус                                                                                            |
| - | ---------- | ------------------------------- | ------------- | ---------------- | --------------- | -------------- | -------------- | ------------------------------------------------------------------------------------------------- |
| 1 | «Гальсіон» | John Brown & Company, Клайдбанк | J42           | Алкіона          | 27 березня 1933 | 20 грудня 1933 | 18 квітня 1934 | 19 квітня 1950 року проданий на брухт                                                             |
| 2 | «Скіпджек» | John Brown & Company, Клайдбанк | J38           | Тунець смугастий | 4 квітня 1933   | 18 січня 1934  | 3 березня 1935 | 1 червня 1940 року потоплений біля Де-Панне у результаті авіанальоту в ході Дюнкерської евакуації |

#### Замовлення 1933 року
| № | Корабель  | Виготовлювач                           | Номер вимпелу | На честь | Закладено      | Спущено        | У строю          | Статус |
| - | --------- | -------------------------------------- | ------------- | -------- | -------------- | -------------- | ---------------- | --- |
| 1 | «Харрієр» | John I. Thornycroft & Company, Вулстон | J71           | Лунь     | 11 липня 1933  | 17 квітня 1934 | 9 листопада 1934 | 1946 виведений з лав ВМС, 1950 році списаний на брухт                                                                      |
| 2 | «Гусар»   | John I. Thornycroft & Company, Вулстон | J82           | Гусар    | 10 серпня 1933 | 27 серпня 1934 | 16 січня 1935    | 27 серпня 1944 року потоплений поблизу Ла-Потрі-Кап-д'Антіфе у наслідок «дружнього вогню» британського винищувача «Тайфун» |

#### Замовлення 1934 року
| № | Корабель  | Виготовлювач                              | Номер вимпелу | На честь | Закладено      | Спущено         | У строю         | Статус                                      |
| - | --------- | ----------------------------------------- | ------------- | -------- | -------------- | --------------- | --------------- | ------------------------------------------- |
| 1 | «Спідвел» | William Hamilton and Company, Порт-Глазго | J87           | Вероніка | 20 червня 1934 | 21 березня 1935 | 30 вересня 1935 | 5 грудня 1946 року списаний зі складу флоту |

#### Замовлення 1935 року
| № | Корабель     | Виготовлювач          | Номер вимпелу | На честь   | Закладено      | Спущено         | У строю       | Статус |
| - | ------------ | --------------------- | ------------- | ---------- | -------------- | --------------- | ------------- | --- |
| 1 | «Найджер»    | J. Samuel White, Коуз | J73           | Нігер      | 1 квітня 1935  | 29 січня 1936   | 4 червня 1936 | 5 липня 1942 року затонув північніше Ісландії після підриву на міні |
| 2 | «Саламандер» | J. Samuel White, Коуз | J86           | Саламандра | 18 квітня 1935 | 24 березня 1936 | 18 липня 1936 | 27 серпня 1944 року поблизу Ла-Потрі-Кап-д'Антіфе серйозно пошкоджений у наслідок «дружнього вогню» британського винищувача «Тайфун»; визнаний таким, що конструктивно не підлягав відновленню. 1946 році списаний на брухт |

### Тральщики 2-ї серії
з газовими турбінами

#### Замовлення 1936 року
| № | Корабель    | Виготовлювач                              | Номер вимпелу | На честь      | Закладено         | Спущено        | У строю           | Статус |
| - | ----------- | ----------------------------------------- | ------------- | ------------- | ----------------- | -------------- | ----------------- | --- |
| 1 | «Франклін»  | Ailsa Shipbuilding Company, Трун          | J84           | Джон Франклін | 17 грудня 1936    | 22 грудня 1937 | 17 серпня 1938    | у січні 1953 року виведений зі складу флоту; у лютому 1956 року розібраний на брухт                         |
| 2 | «Глінер»    | William Gray & Company, Гартлпул          | J83           | Визбирувач    | 17 червня 1936    | 10 червня 1937 | 30 серпня 1938    | 2 вересня 1946 року виведений зі складу флоту; у травні 1950 року розібраний на брухт                       |
| 3 | «Госсамер»  | William Hamilton and Company, Порт-Глазго | J63           | Павутина      | 2 листопада 1936  | 5 жовтня 1937  | 31 березня 1938   | 24 червня 1942 року потоплений німецькими бомбардувальниками Ju 88 у Кольській затоці                       |
| 4 | «Газард»    | William Gray & Company, Гартлпул          | J02           | Небезпека     | 27 травня 1936    | 26 лютого 1937 | 24 листопада 1937 | 22 квітня 1949 року проданий на брухт                                                                       |
| 5 | «Гебе»      | HMNB Devonport, Девонпорт                 | J24           | Геба          | 27 квітня 1936    | 28 жовтня 1936 | 23 жовтня 1937    | 22 листопада 1943 року підірвався на міні біля Барі та затонув                                              |
| 6 | «Джейсон»   | Ailsa Shipbuilding Company, Трун          | J99           | Ясон          | 12 грудня 1936    | 6 жовтня 1937  | 9 червня 1938     | 3 вересня 1946 року проданий приватній фірмі, перероблений на вантажне судно. 1950 році розібраний на брухт |
| 7 | «Леда»      | HMNB Devonport, Девонпорт                 | J93           | Леда          | 16 листопада 1936 | 8 червня 1937  | 19 травня 1938    | 20 вересня 1942 року потоплений німецьким підводним човном U-435 в Гренландському морі                      |
| 8 | «Сігал»     | HMNB Devonport, Девонпорт                 | J85           | Мартин        | 15 лютого 1937    | 28 жовтня 1937 | 30 травня 1938    | 1956 році розібраний на брухт                                                                               |
| 9 | «Шарпшутер» | HMNB Devonport, Девонпорт                 | J68           | Шарпшутер     | 8 червня 1936     | 10 грудня 1936 | 17 грудня 1937    | у травні 1945 року перероблений на гідрографічне судно; 1965 році розібраний на брухт                       |

#### Замовлення 1937 року
| № | Корабель    | Виготовлювач                                      | Номер вимпелу | На честь            | Закладено         | Спущено           | У строю        | Статус |
| - | ----------- | ------------------------------------------------- | ------------- | ------------------- | ----------------- | ----------------- | -------------- | --- |
| 1 | «Брамбл»    | HMNB Devonport, Девонпорт                         | J11           | Ожина               | 22 листопада 1937 | 12 липня 1938     | 22 червня 1939 | 31 грудня 1942 року потоплений у бою з німецьким есмінцем Z16 «Фрідріх Еккольдт» у Баренцевому морі                       |
| 2 | «Брітомарт» | HMNB Devonport, Девонпорт                         | J22           | Брітомартіда        | 1 січня 1938      | 23 серпня 1938    | 24 серпня 1939 | 27 серпня 1944 року потоплений поблизу Ла-Потрі-Кап-д'Антіфе внаслідок «дружнього вогню» британського винищувача «Тайфун» |
| 3 | «Скотт»     | Caledon Shipbuilding & Engineering Company, Данді | J79           | Роберт Фолкон Скотт | 30 серпня 1937    | 23 серпня 1938    | 23 лютого 1939 | неозброєне гідрографічне судно; 30 червня 1965 року розібране на брухт                                                    |
| 4 | «Спіді»     | William Hamilton and Company, Порт-Глазго         | J17           | Швидкий             | 1 грудня 1937     | 23 листопада 1938 | 7 квітня 1939  | 5 листопада 1946 року проданий на брухт                                                                                   |
| 5 | «Сфінкс»    | William Hamilton and Company, Порт-Глазго         | J69           | Сфінкс              | 17 січня 1938     | 7 лютого 1939     | 27 липня 1939  | 2 лютого 1940 року потоплений німецькою авіацією біля Фрейзербурга                                                        |